# 翟成祥
翟成祥（1965年—）是一位美国华人计算机科学家。

## 生平
1965年出生于江苏泰州兴化市戴南镇，毕业于戴南中学，1980年考入南京大学计算机系，1990年获得南京大学计算机博士学位，师从徐家福。1993年赴美留学，2002年获得卡内基·梅隆大学语言和信息技术博士学位。现任伊利诺伊大学厄巴纳-香槟分校计算机系教授。

## 荣誉
- 2004年获得美国青年科学家与工程师总统奖。
- 2017年被选为美国计算机学会会士。[5]